# 中国轻工业出版社
中国轻工业出版社是中华人民共和国的一家出版机构，社址位于北京市东长安街。中国轻工业出版社成立于1954年，被国家新闻出版署评为“国家一级出版社”和“全国百佳图书出版单位”。

## 资料来源
1. ↑  . www.chlip.com.cn. 中国轻工业出版社.   [2018-01-12]. （原始内容存档于2018-01-18）.